# Арракур
Арраку́р (фр. Arracourt) — коммуна во французском департаменте Мёрт и Мозель региона Лотарингия. Является центром одноимённого кантона.

## География
Арракур расположен в 26 км к востоку от Нанси. Соседние коммуны: Жюврекур и Ксанре на северо-востоке, Безанж-ла-Петит и Решикур-ла-Петит на востоке, Бюр на юго-востоке, Батлемон на юге, Атьянвиль на западе, Безанж-ла-Гранд на северо-западе.

## История
- На территории коммуны остаются следы галло-романской культуры и эпохи Меровингов.
- Вышка оптического телеграфа Шаппа работала в 1800—1801 годах во время переговоров между Францией и Австрией по Люневильскому миру и служила передатчиком между вышками в Вик-сюр-Сей и Жоливе. Сохранилась до сих пор, расположена на юге Арракура рядом с фермой Водрекур.
- До 1870 года Арракур входил в кантон Вик-сюр-Сей департамента Мозель. Однако, после Франкфуртского мира, когда многие коммуны кантона отошли к Германии, Арракур стал центром вновь образованного кантона из 8 коммун, оставшихся по договору за Францией.
- В 1870—1914 годах Арракур был приграничной коммуной и был свидетелем постоянных трений между Францией и Германией.

## Битва при Арракуре

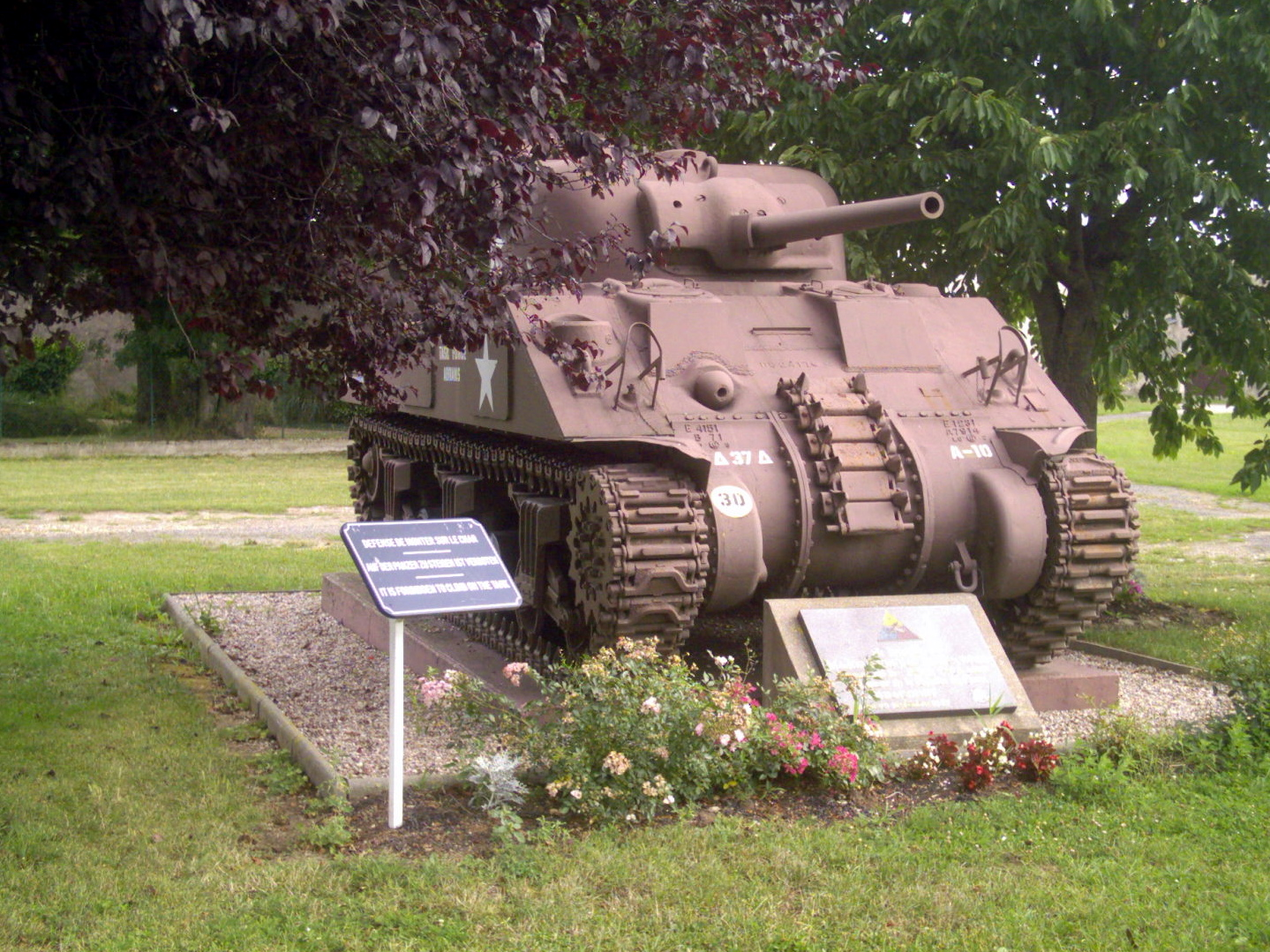
Танк Шерман. Монумент, поставленный в память о битве при Арракуре

Во время Второй мировой войны с 18 по 29 сентября 1944 года при Арракуре произошло танковое сражение между американскими и немецко-фашистскими армиями в рамках зимней Лотарингской кампании 1944—1945 годов. Германская 5-я танковая армия пыталась уничтожить 12-й корпус американской армии на линии Мозель-Дьелуар за счёт численного превосходства и преимущества в тяжёлом вооружении и разгромить 4-ю танковую армию союзников. Однако 4-й американской танковой армии за счёт хорошей подготовки удалось отбросить немецкую группировку. Один из подбитых американских танков Шерман M4 водружён в качестве монумента в Арракуре в память о битве.

## Демография
Население коммуны на 2010 год составляло 246 человек.
| 1962 | 1968 | 1975 | 1982 | 1990 | 1999 | 2010 |
| ---- | ---- | ---- | ---- | ---- | ---- | ---- |
| 362  | 321  | 259  | 215  | 259  | 234  | 246  |